# Нуссимбаум, Лео
Лев Абрамович Нусимбаум (также Нусенбаум, при рождении Нусимбаум, в эмиграции — Нуссимбаум, нем. Leo Essad-Bey Nussimbaum; 20 октября (2 ноября) 1905, Киев, Российская империя — 27 августа 1942, Позитано, Италия) — немецкий писатель российско-еврейского происхождения, журналист и мистификатор, автор не менее 16 книг, в том числе повести «Али и Нино». Публиковался как под собственным именем, так и под псевдонимами Мохаммед Эссад Бей (Mohammed Essad Bey), Курбан Саид (Kurban Said) и другими.
Книга «Али и Нино», начиная с американской публикации 1970 года, переиздавалась общим тиражом 11 миллионов экземпляров, переведена на 27 языков и в последние годы считается классикой литературы Азербайджана.

## Биография

### Ранние годы
Лев Абрамович Нусимбаум родился 20 октября (по старому стилю) 1905 года в Киеве, в семье тифлисского мещанина, позднее купца второй гильдии и вскоре нефтяного магната Абрама Лейбусовича (Лейбушевича, Львовича) Нусимбаума (Нусенбаума, 1873—1941) и его жены Баси Давидовны (Берты Давыдовны, в девичестве Слуцкиной), иудейского вероисповедания. В годовалом возрасте был перевезён в Баку, где его отец занялся нефтеперегонкой. Рано остался без матери, покончившей с собой 16 февраля 1911 года. Отец (родом из Малороссии, в зрелые годы гражданин Тифлиса, где женился в 1904 году, за год до рождения сына), в 1908 году основал в Баку собственную фирму — «Товарищество под фирмою „Бинагадинский нефтепровод А. Л. Нусенбаум и К-о“».
В журнале «Мир литературы» в статье «История моей жизни» Эссад Бей пишет:
Я родился во время первой забастовки русских железнодорожников, посреди степи, соединявшей Европу с Азией, когда моя мать возвращалась из Цюриха, где располагался штаб русских революционеров, в свой дом в Баку. В день, когда русский царь обещал русским Конституцию.
С 1914 до 1920 года Лев Нусимбаум учился в русскоязычной Бакинской мужской гимназии № 2. Немецкому языку обучался с детства под руководством гувернантки из балтийских немцев (фрау Alice Melanie Schulte, 1868—1954). В 1920 году, не закончив гимназии, вместе с семьёй переехал в Грузию, затем в Турцию и Францию, а оттуда 4 сентября 1921 года в Берлин. 
В Берлине окончил Семинарию восточных языков в Университете Фридриха-Вильгельма (1923—1925), специализируясь на турецком и арабском языках. Уже в 1922 году в университетских документах впервые официально зафиксировано новое имя будущего писателя: Эссад Бей Нусимбаум (Essad Bey Nousimbaoum, Эссад — по-арабски Лев); в обыденной жизни он продолжал именовать себя Лео (Leo). Последующие книги были написаны от лица Эссад Бея сына Ибрагима (дословный перевод реального имени Лев Абрамович), рождённого 20 октября 1905 года в «степи между Европой и Азией» и выпускника Бакинской мужской гимназии (реальные данные, в официальных документах местом рождения Нусенбаума был указан Киев).

Мемориальная табличка на доме в Берлине, где жил Лео Нуссимбаум. Надписи на немецком и азербайджанском гласят: «Жизнь без Родины пуста и бессмыслена»

### Литературная деятельность
Публиковаться начал в 1926 году в журнале «Die literarische Welt» (Литературный мир) и нескольких других периодических изданиях, занимаясь лишь публицистикой. Первоначально писал под собственным именем (в варианте Лев Нуссенбаум), затем псевдонимом Мохаммед Эссад Бей, вариант которого — Лео Эссад-Бей (Leo Essad-Bey) — после принятия Нусимбаумом ислама (1926, по другим данным — 13 августа 1922) стал им повсеместно использоваться и в жизни. Его произведения пользовались большим успехом в Веймарской республике, были переведены на 12 европейских языков и уже к 30 годам им были изданы 16 книг экзотической беллетристики, публицистики и биографий Сталинa (1931), Николая II (1935), Резы Пехлеви (1936), кайзера Вильгельма (1937, на английском языке под именем его друга, американского поэта и публициста профашистского толка Георга (Джорджа) Сильвестра Вирека) и Ленина (1937, опубликована на итальянском языке). Наибольшей известностью среди беллетрических трудов пользовались романы автобиографического характера «Кровь и нефть на Востоке» (Blut und Öl im Orient, 1929) и «Двенадцать секретов Кавказа» (1930).
7 марта 1932 года писатель женился на дочери крупного обувного магната еврейского происхождения, совладельца пражской обувной фабрики «Bat’a» и чехословацкого дипломата Вальтера Лёвендаля (Walter Loewendahl) поэтессе Эрике Лёвендаль (в замужестве — Эрика Эссад-Бей, род. 1911), после прихода к власти нацистов поселившись в Вене. В 1935 году с женой и её родителями уехал в США, жил в Лос-Анджелесе и Нью-Йорке. В 1937 году после шумного бракоразводного процесса писателя покинула жена, вскоре вышедшая замуж за австрийского литератора Рене Фюлёпа-Миллера (их роман начался ещё во время замужества Эрики), что широко освещалось в прессе и наложило тяжёлый отпечаток на душевное состояние Нусенбаума. В том же году он возвратился в Европу один и вновь поселился в Вене. Пытаясь как-то заработать на жизнь и обойти запрет на публикацию, наложенный германским правительством на евреев в числе прочих расовых законов, писатель оформил новый псевдоним Курбан Саид на свою знакомую, баронессу Эльфриду фон Эренфельс, тоже новообращённую в ислам. С баронессой и её мужем, этнографом Умаром (Рольфом) фон Эренфельсом, Лев Нусенбаум познакомился в 1933 году, после своего переезда в Вену. Под этим псевдонимом были опубликованы два романа — «Али и Нино» (Ali Und Nino, 1937) и «Девушка из Золотого Рога» (Das Mädchen vom goldenen Horn или Die Prinzessin vom goldenen Horn, 1938), последний — беллетризованная биография его бакинской гувернантки из балтийских немцев фрау Алис Шульте.
После аншлюса Австрии Германией весной 1938 года ему удалось при помощи Эзры Паунда через Швейцарию перебраться в Италию, куда он прибыл в конце того же года и где его друзья надеялись сделать его официальным биографом Муссолини. Однако там уже тоже готовились расовые законы и смертельно больной Нусенбаум поселился в маленьком итальянском городке Позитано, где и умер в нищете и одиночестве в возрасте 36 лет от осложнений (гангрены обеих ног), связанных с болезнью Рейно, которой он страдал на протяжении последних лет. Отцу писателя покинуть Германию не удалось, 5 марта 1941 года он был депортирован в гетто польского местечка Модлиборжице и погиб в концлагере Треблинка.
Роман «Али и Нино» был впервые издан в 1937 году в Вене под авторством Курбан Саида. Первое итальянское издание появилось в 1944 году под названием «Али Хан» и за авторством Мохаммеда Эссада Бея (первого псевдонима Л. А. Нусенбаума); в этом издании Нино именовалась Эрикой — по имени реальной жены Нусенбаума.

## Споры вокруг псевдонима

В Азербайджане имеют хождение различные версии по поводу авторства романа «Али и Нино». Одна версия утверждает, что «Курбан Саид» — псевдоним азербайджанского советского писателя, публициста и дипломата Юсифа Везира Чеменземинли, что было зафиксировано решением Союза писателей Азербайджана. Другая версия утверждает, что этот псевдоним, равно как и авторство романа, принадлежит некоему Мухаммеду Асад-беку, эмигрировавшему на Запад после большевистской революции; по этой версии он же является автором книг «Кровь и нефть на востоке», «Златовласая» и «Сталин».
Американский журналист Том Рейс занялся данной темой в 1991 году и нашёл неопровержимые документы, связывающие Курбан Саида с Львом Нуссимбаумом. Результаты расследования, исторические документы, включающие дневниковые записи для автобиографического романа «Человек, ничего не знавший о любви», письма к издателям и многолетнюю переписку с Пимой Андрея (Pima Andreae) были им опубликованы в книге «The Orientalist: Solving the mystery of a strange and dangerous life» (Ориенталист. Тайны одной загадочной и исполненной опасностей жизни), изданной крупнейшим англоязычным издательством Random House (Random House) в США в 2005 году (в Великобритании вышла в издательстве Chatto & Windus) и отмеченной многочисленными международными премиями. Книга стала бестселлером и была переведена на 14 языков, в том числе русский, немецкий, французский, итальянский, норвежский, греческий, нидерландский, сербский, португальский, чешский, польский, иврит и испанский языки (готовятся издания ещё на нескольких языках). Это на сегодняшний день наиболее полная биография Л. А. Нусенбаума, однако в 2005 году азербайджанским историком-исследователем Рафиком Сафаровым в Государственном Историческом архиве Азербайджанской Республики были найдены уникальные документы о детских и школьных годах Льва Нусенбаума в Баку, его семье, а также документы о жизни и коммерческой деятельности в начале XX века в Баку и Азербайджане его отца — нефтепромышленника А. Л. Нусенбаума (подробная публикация об открытии — бакинская газета «Эхо» за 20 октября 2007 года).
Спектакль по роману «Али и Нино» был поставлен в Баку в 2007 году в альтернативном Творческом центре молодёжи режиссёром Эльвином Мирзоевым.
Документальный биографический фильм о Льве Нусенбауме готовится к прокату режиссёром Ральфом Маршалеком (Ralf Marschalleck). В создании фильма приняли участие исследователи и переводчики творческого наследия писателя из Германии и Азербайджана, а также его двоюродный брат Наум Хермон (Naoum Hermont, Париж).